# Đĩa mềm

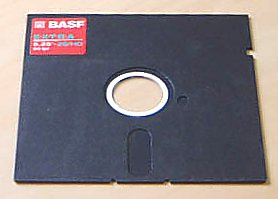
Một chiếc đĩa mềm loại 5,25"

Cấu tạo của một chiếc đĩa mềm 3,5"
1. Write-protect tab (open=protected) 2. Hub 3. Shutter 4. Plastic housing 5. Paper ring 6. Magnetic disk. 7 Disk sector

Đĩa mềm (tiếng Anh: Floppy disk) là một dạng của bộ nhớ máy tính.

## Phân loại
Đĩa mềm có bốn loại dựa vào dung lượng:
- 720KB hoặc 1,2MB, có kích thước 5 {\displaystyle 1/4}"
- 1,44 MB hoặc 2,88MB (đĩa mật độ cao), có kích thước 3 {\displaystyle 1/2}"

Ngoài ra có một loại ít thấy ở Việt Nam là 8".

## Sử dụng
Trước đây đĩa mềm thường được sử dụng trong việc lưu trữ dữ liệu di động. Đặc biệt với các máy thế hệ rất cũ thường dùng đĩa mềm để chứa hệ điều hành, dùng để khởi động một phiên làm việc trên nền DOS.
Ngày nay đĩa mềm thường ít được sử dụng bởi chúng có nhược điểm: dung lượng lưu trữ thấp và dễ bị hư hỏng theo thời gian bởi các yếu tố môi trường. Các loại thẻ nhớ giao tiếp qua cổng USB và các thiết bị lưu trữ bằng quang học (đĩa CD, DVD...) đang thay thế cho đĩa mềm. Chúng khắc phục được các nhược điểm của đĩa mềm và đặc biệt là có thể có dung lượng rất lớn (đến năm 2007 đã xuất hiện các thẻ nhớ dung lượng hơn 10 GB, đĩa DVD lên đến 17 GB).
Tuy nhiên đĩa mềm vẫn cần thiết trong một số trường hợp cần sửa chữa các máy tính đời cũ: một số thao tác nâng cấp BIOS bắt buộc vẫn phải dùng đến nó.

## Thông số các loại đĩa mềm
Các thông số hai loại đĩa mềm gần đây nhất 5,25" và 3,5" được trình bày theo bảng sau:
| Kích thước đĩa (Inch)    | 3,5”  | 3,5”  | 3,5”  | 5,25” | 5,25” | 5,25” | 5,25” | 5,25” |
| ------------------------ | ----- | ----- | ----- | ----- | ----- | ----- | ----- | ----- |
| Dung lượng đĩa (KB)      | 2.880 | 1.440 | 720   | 1.200 | 360   | 320   | 180   | 160   |
| Media descriptor byte    | F0h   | F0h   | F9h   | F9h   | FDh   | FFh   | FCh   | FEh   |
| Mặt chứa dữ liệu         | 2     | 2     | 2     | 2     | 2     | 2     | 1     | 1     |
| Track mỗi mặt            | 80    | 80    | 80    | 80    | 40    | 40    | 40    | 40    |
| Sector trên mỗi track    | 36    | 18    | 9     | 15    | 9     | 8     | 9     | 8     |
| Byte trên mỗi sector     | 512   | 512   | 512   | 512   | 512   | 512   | 512   | 512   |
| Sector trên mỗi cluster  | 2     | 1     | 2     | 1     | 2     | 2     | 1     | 1     |
| Tổng số sector trên đĩa  | 5.760 | 2.880 | 1.440 | 2.400 | 720   | 640   | 360   | 320   |
| Tổng số sector sẵn sàng  | 5.726 | 2.847 | 1.426 | 2.371 | 708   | 630   | 351   | 313   |
| Tổng số cluster sẵn sàng | 2.863 | 2.847 | 713   | 2.371 | 354   | 315   | 351   | 313   |